# Roland Hofer
Roland Hofer (* 24. Juni 1990 in Sterzing) ist ein italienischer Eishockeyspieler, der seit August 2016 bei Ritten Sport in der Alps Hockey League unter Vertrag steht.     

## Karriere
Roland Hofer begann seine Karriere als Eishockeyspieler in seiner Heimatstadt in der Nachwuchsabteilung der WSV Sterzing Broncos, für deren Seniorenmannschaft er von 2006 bis 2008 in der Serie A2 aktiv war. Anschließend verbrachte er ein Jahr bei den U20-Junioren des finnischen Topklubs HIFK Helsinki. Anschließend stand der Verteidiger je ein Jahr lang in der zweiten finnischen Spielklasse, der Mestis, für Vaasan Sport und HeKi auf dem Eis. Zwischen 2011 und 2014 war er bei Peliitat in der Mestis aktiv und entwickelte sich dabei zum Nationalspieler.
Zwischen August 2014 und Februar 2016 stand er wieder in seinem Heimatland beim HC Bozen unter Vertrag, mit dem er in der Österreichischen Eishockey-Liga spielte.

### International
Für Italien nahm Hofer im Juniorenbereich an der U18-Junioren-Weltmeisterschaft der Division I 2008, der U20-Junioren-Weltmeisterschaft der Division II 2008 sowie den U20-Junioren-Weltmeisterschaften der Division I 2009 und 2010 teil. 
Im Seniorenbereich stand er bei der Weltmeisterschaft der Top-Division 2012 im Aufgebot seines Landes. Auch in den Folgejahren wurde er regelmäßig in die Nationalmannschaft berufen, aber nicht mehr für Weltmeisterschaftsturniere nominiert.

## Erfolge und Auszeichnungen
- 2008 Aufstieg in die Division I bei der U20-Weltmeisterschaft der Division II, Gruppe A